# Aurora Esquipulas
Aurora Esquipulas es una localidad del estado mexicano de Chiapas. Es parte del municipio de Pantelhó.

## Demografía
| Gráfica de evolución demográfica |
|                                  |

| Censo | Población |
| ----- | --------- |
| 1900  | 641       |
| 1910  | 290       |
| 1921  | 176       |
| 1930  | 241       |
| 1940  | 88        |
| 1950  | 421       |
| 1960  | 534       |
| 1970  | 623       |
| 1980  | 836       |
| 1990  | 1 104     |
| 2000  | 1 432     |
| 2010  | 2 046     |
| 2020  | 2 090     |